# Катастрофа A320 в Абсаймі
Катастрофа A320 в Абсемі — авіаційна катастрофа, що сталася в неділю 26 червня 1988 року. Авіалайнер Airbus A320-111 авіакомпанії Air France в рамках авіасалону, що проходив на аеродромі Мюлуз-Абсем, повинен був виконати показовий політ (рейс ACF 296 Q Париж—Мюлуз—Абсем—Мюлуз—Париж) на невеликій висоті, тим самим вперше представивши широкій публіці нову модель A320. Але під час посадки літак опинився на критично низькій висоті і на очах сотень глядачів на трибунах, впав в ліс в кінці злітної смуги, при цьому повністю зруйнувавшись. В результаті катастрофи загинули 3 людини, ще 50 отримали поранення.
Це перша катастрофа в історії літака Airbus A320.

## Літак
Airbus А320-111 (реєстраційний номер F-GFKC, серійний 009) був випущений компанією «Airbus» в 1988 році (перший політ здійснив 6 січня під тестовим б/н F-WWDD). 22 червня того ж року отримав сертифікат льотної придатності і 23 червня був переданий авіакомпанії Air France. Пасажиромісткість його салону становила 153 місця. Оснащений двома двоконтурними турбовентиляторними двигунами CFM International 56-5A1 (співпраця американської General Electric і французької Snecma). Обидва двигуни мали відповідно серійні номери 731122 і 731120 і на день катастрофи мали напрацювання 27 годин 20 хвилин і 33 години 45 хвилин відповідно. На день катастрофи лайнер здійснив 18 циклів «зліт-посадка» і налітав 22 години 30 хвилин.
Оскільки авіалайнер потрапив в Air France лише відносно недавно, то і зауважень щодо нього було небагато:
- 25 і 26 червня — база даних бортового комп'ютера (F. M. O. C.) №2 відрізняється від бази комп'ютера №1;
- 26 червня — зависання показань висотоміра, що має систему DMC;
- 25 червня — спрацьовування сигналу тривоги щодо положення стулки передньої стійки шасі. Цей сигнал навіть був зафіксований мовним самописцем перед сигналом про небезпечну висоту.

До 26 червня ці зауваження не були повністю усунуті, що за даними розслідування зіграло роль у створенні катастрофічної ситуації.
Згідно з документами на день катастрофи розрахункова злітна вага становила 59040 кілограмів при центруванні 25,8% САХ. Але за результатами розслідування комісії було встановлено, що фактична злітна вага становила близько 59635 кілограмів при центруванні 30,7% САХ. Таке відхилення, яке зіграло свою роль в катастрофі, що було викликано рядом помилок:
- близько 80 кілограмів — в аеропорту імені Шарля-де-Голля було зазначено, що в салоні 3 члени екіпажу, тоді як їх було 4;
- близько 300 кілограмів — в аеропорту " Базель-Мюлуз-Фрайбург було зазначено, що на борту 126 пасажирів, тоді як їх було 130;
- 215 кілограмів — у документах забули вказати розташований у багажному відсіку вантаж.

## Екіпаж
Літаком керував досвідчений екіпаж, склад якого був таким:
- Командир повітряного судна (КПС) — 44-річний Мішель Асслін (фр. Michel Asseline). Народився 5 травня 1944 року. У 1966 році закінчив школу цивільної авіації, після чого восени того ж року почав працювати в авіакомпанії Air France. У березні 1967 року був кваліфікований на пілота Caravelle SE-210. Потім з травня 1968 року по серпень 1969 року навчався в академії військової авіації, яку закінчив у званні лейтенанта, після чого повернувся в Air France в якості пілота SE-210 і Boeing 707. У травні 1979 року був кваліфікований на командира SE-210, а також на пілота-інструктора SE-210 і Boeing 727. У грудні 1982 року був кваліфікований для польотів на Boeing 737 у складі льотного екіпажу з двох осіб. З січня 1985 року по листопад 1987 року був кваліфікований для польотів на Airbus A300 і Airbus A310. При підготовці провів близько 150 годин на тренажерах Airbus A320, після чого в грудні 1987 року був призначений начальником підрозділу приймання літаків A320 і навчання екіпажів для польотів на них. На посаді командира Airbus A320 — з 11 березня 1988 року. Налітав 10 463 години, 138 з них на Airbus A320[1].
- Другий пілот — 45-річний П'єр Мазьєр (фр. Pierre Mazières). Народився 12 січня 1943 року. У 1966 році закінчив школу цивільної авіації (в одному класі разом з Мішелем Ассліном). 28 серпня 1969 року отримав свідоцтво цивільного пілота, а в грудні почав працювати в авіакомпанії Air France пілотом SE-210. У 1972 році був кваліфікований на пілота Boeing 707. У липні 1980 року був кваліфікований на командира Boeing 727. У грудні 1982 року отримав кваліфікацію пілота-інструктора Boeing 727, а в березні 1983 року — Boeing 737. 25 березня 1988 року закінчив навчання, а 29 березня був кваліфікований для польотів на Airbus A320. Налітав 10 853 години, 44 з них на Airbus A320[1].

У салоні літака працювали четверо бортпровідників:
- Жан-Клод Баржетон (фр. Jean-Claude Bargeton), 40 років — старший бортпровідник. Народився 15 травня 1948 року. На бортпровідника був кваліфікований 23 червня 1972 року, для польотів на Airbus A320 був атестований 14 квітня 1988 року. Налітав 1969 годин, 11 годин 23 хвилини з них на Airbus A320. У момент катастрофи займав позицію біля лівої передньої двері[1].
- Шанталь де Шалонг (фр. Chantal de Chalonge), 37 років. Народилася 9 березня 1951 року. На бортпровідника була кваліфікована 16 липня 1973 року, для польотів на Airbus A320 була атестована 14 квітня 1988 року. Налітала 6784 години, 21 годину 50 хвилин з них на Airbus A320. У момент катастрофи перебувала в ряду 12D[1].
- Мюріель Дагер (фр. Muriel Dager), 31 рік. Народилася 3 червня 1957 року. На бортпровідника була кваліфікована 16 травня 1979 року, для польотів на Airbus A320 була атестована 15 квітня 1988 року. Налітала 3022 години, 22 години 50 хвилин з них на Airbus A320. У момент катастрофи перебувала у лівій двері в кінці салону[1].
- Бруно Пишо (фр. Bruno Pichot), 37 років. Народився 23 лютого 1951 року. На бортпровідника був кваліфікований 20 вересня 1973 року, для польотів на Airbus A320 був атестований 28 квітня 1988 року. Загальний наліт становив 8223 години, у тому числі 20 годин 20 хвилин на A320. У момент катастрофи знаходився біля правої двері в кінці салону. В 1975 році вже був учасником авіаподії — аварії Boeing 747 в Бомбеї, але тоді ніхто з 394 осіб на борту літака не загинув[1][4].

## Катастрофа
26 червня 1988 року Airbus A320-111 борт F-GFKC повинен був виконати серію чартерних рейсів з пасажирами з аероклубу Мюлуз в якості рейсу ACF 296 Q. Згідно з програмою, літак повинен був здійснити переліт з аеропорту імені Шарля-де-Голля в аеропорт Базель-Мюлуз-Фрайбург, потім зробити два кругових польоти, після яких повернутися в Базель-Мюлуз-Фрайбург, а потім і в аеропорт імені Шарля-де-Голля. Обидва кругових польоти спочатку планувалося провести в Вогезах, але за метеоумовами вони були перенесені в Альпи, а потім, за запитом аероклубу Мюлуз, на аеродром Мюлуз-Абсем в Абсемі, щоб в рамках авіасалону провести демонстрацію нового авіалайнера в польоті.
На аеродромі Мюлуз-Абсем, здійснюючи демонстраційний політ на надмалій висоті, пілоти критично знизили швидкість, що з боку виглядало як виконання заходження на посадку. Глядачі почали фотографувати і знімати на відеокамери момент посадки лайнера. Але рейс ACF 296 Q на дуже малій висоті пролетів над усією ЗПС і в її кінці потрапив у ліс. Пілоти спробували підняти літак у повітря, але лайнер днищем зачепив верхівки дерев, пластом врізався в землю і загорівся. Загинуло 3 пасажири, вижило 133 людини (всі 6 членів екіпажу і 127 пасажирів); 50 з них отримали поранення різного ступеня тяжкості.

## Розслідування
Розслідуванням причин катастрофи рейсу ACF 296 Q зайнялося Бюро з розслідування і аналізу безпеки цивільної авіації (BEA). Її група слідчих прибула на місце катастрофи через 3 години. Спочатку вони вважали, що всі пасажири вижили, але пізніше вони дізналися, що 3 пасажири загинули.

## Наслідки катастрофи
- Командира рейсу 296 Мішеля Ассліна посадили у в'язницю на 10 місяців.

## Культурні аспекти
- Катастрофа рейсу 296 Air France показана в 9 сезоні канадського документального телесеріалу Розслідування авіакатастроф в серії Пілот або літак.
- Сюжет про катастрофу був показаний на радянському телебаченні в програмі «Час».